# Cantón de La Chartre-sur-le-Loir
El cantón de La Chartre-sur-le-Loir era una división administrativa francesa, que estaba situada en el departamento de Sarthe y la región de Países del Loira.

## Composición
El cantón estaba formado por nueve comunas:
- Beaumont-sur-Dême
- Chahaignes
- La Chapelle-Gaugain
- La Chartre-sur-le-Loir
- Lavenay
- Lhomme
- Marçon
- Poncé-sur-le-Loir
- Ruillé-sur-Loir

## Supresión del cantón de La Chartre-sur-le-Loir
En aplicación del Decreto nº 2014-234 de 24 de febrero de 2014, el cantón de La Chartre-sur-le-Loir fue suprimido el 22 de marzo de 2015 y sus 9 comunas pasaron a formar parte del nuevo cantón de Château-du-Loir.